# Montón
Montón è un comune spagnolo di 126 abitanti situato nella comunità autonoma dell'Aragona.